# Красноармейское сельское поселение (Волгоградская область)
Красноарме́йское се́льское посе́ление — муниципальное образование в составе Новониколаевского района Волгоградской области.
Административный центр — посёлок Красноармейский.

## История
Красноармейское сельское поселение образовано 22 декабря 2004 года в соответствии с Законом Волгоградской области № 975-ОД.

## Население
| 2010  | 2012  | 2013  | 2014  | 2015  | 2016  | 2017  |
| ----- | ----- | ----- | ----- | ----- | ----- | ----- |
| 1208  | ↘1186 | ↘1163 | ↘1153 | ↘1137 | ↘1101 | ↘1083 |
| 2018  | 2019  | 2020  | 2021  |       |       |       |
| ↘1063 | ↘1036 | ↘1016 | ↘1007 |       |       |       |

## Состав сельского поселения
| № | Населённый пункт | Тип населённого пункта          | Население |
| - | ---------------- | ------------------------------- | --------- |
| 1 | Андриановский    | хутор                           | 64        |
| 2 | Белореченский    | посёлок                         | 24        |
| 3 | Красноармейский  | посёлок, административный центр | 958       |
| 4 | Кузнецовский     | хутор                           | 33        |
| 5 | Лазоревский      | хутор                           | 77        |
| 6 | Новоберезовский  | посёлок                         | 52        |